# IRT2番街線
IRT2番街線（IRT2ばんがいせん、英語: IRT Second Avenue Line）あるいは2番街高架線（2ばんがいこうかせん、英語: Second Avenue Elevated, Second Avenue El）は、アメリカ合衆国ニューヨーク市マンハッタン区にあったインターボロー・ラピッド・トランジット (IRT) の高架鉄道路線である。1940年以降は私営地下鉄3社 (IRT・IND・BMT) の市営合併によりニューヨーク市によって運営されていた。57丁目駅以北は1940年6月11日に廃止され、以南は1942年6月13日に廃止された。

## 歴史
1875年、高速輸送委員会 (Rapid Transit Commission) はギルバート高架鉄道 (Gilbert Elevated Railway) に対し2番街沿ってバッテリー・パークからハーレム川を結ぶ鉄道路線の建設を認可した。
その後委員会は6番街線の運営をギルバート高架鉄道が行うことを許可し、その後ギルバート高架鉄道の社名をメトロポリタン高架鉄道 (Metropolitan Elevated Railway) に変更した。
1890年頃路線は電化された。1914年から1916年の間にラッシュ時に急行列車の運行を行うために急行線の建設が行われた。1916年1月17日より急行列車の運行が開始された。
2番街線は全線に渡って2番街上を通過しているわけでは無かった。シティ・ホール駅からチャタム・スクエア駅間はIRT3番街線と線路を共用しており、チャタム・スクエア駅では南側はシティ・ホール駅方面とサウス・フェリー駅方面、北側は2番街線方面と3番街線方面に分岐していた。チャタム・スクエア駅からは3番街線と別れディビジョン・ストリートに沿って東へ向かいアレン・ストリートで北へ曲がった。その後ハウストン・ストリートより1番街を更に北へ向かい23丁目との交差点で左へ曲がって2番街を129丁目まで北上した。129丁目駅からはまた3番街線に合流しハーレム川を渡ってブロンクス区へ入っていった。
1934年には以下の列車が運行されていた。
- 2番街線各駅停車：昼と夜は129丁目駅 - サウス・フェリー駅間、夜と日曜は129丁目駅 - シティ・ホール駅間を運行。夜間はサウス・フェリー駅発着とシティ・ホール駅発着の列車を交互に運行。終日運転は行われていなかった。
- 2番街線急行：平日・土曜朝ラッシュ時にIRT3番街線ブロンクス・パーク駅→シティ・ホール駅間、平日夕ラッシュ時にシティ・ホール駅→3番街線フォーダム・ロード駅・トレモント・アベニュー駅間を運行。また、3番街線よりウェスト・ファームズ・ロード線に乗り入れフリーマン・ストリート駅を発着する列車も運行された。
- クイーンズ区発着列車：平日・土曜朝ラッシュ時にIRTフラッシング線ウィレッツ・ポイント・ブールバード駅 - サウス・フェリー駅間、平日昼間と夕ラッシュ時にシティ・ホール駅 - ウィレッツ・ポイント・ブールバード駅間、夜間・日曜に57丁目駅 - ウィレッツ・ポイント・ブールバード駅間、平日朝ラッシュ時・昼間・土曜昼間にシティ・ホール駅 - BMTアストリア線アストリア駅間、平日夕ラッシュ時にサウス・フェリー駅 - アストリア駅間、夜間・日曜に57丁目駅 - アストリア駅間を運行。昼間・土曜の列車は急行線を走行し平日ラッシュ時の列車は緩行線を走行した。

1939年9月8日よりBMTアストリア線の列車が平日夕ラッシュ時に2番街線へ乗り入れシティ・ホール駅を発着するようになった。1940年6月12日、2番街線は57丁目駅以北が廃止された。夕方・日曜のクイーンズ区発着列車はシティ・ホール駅発着からサウス・フェリー駅発着に変更された。 1941年5月19日、夕方・日曜の列車の運行が廃止され、1942年6月13日をもって全列車の運行が廃止された。
現在IRT2番街線とほぼ同じ経路を通っているM15系統バスはニューヨーク市内で最も混雑するバス路線の1つである。しかし、バスであることから一度に輸送できる乗客の数が鉄道よりも少ない。
2番街の地下を通過する2番街地下鉄は1919年以来計画され続けている。IRT2番街線の廃止は2番街地下鉄の建設を見越してのことであった。2017年1月1日に72丁目駅 - 96丁目駅間が開通し、現在は96丁目駅 - ハーレム-125丁目駅間が建設中である。

## 駅一覧
| 駅名                                                       | 線路   | 開業日         | 廃止日         | 乗換                        |
| ---------------------------------------------------------- | ------ | -------------- | -------------- | --------------------------- |
| 129丁目駅                                                  | 全線   | 1878年12月30日 | 1940年6月11日  |                             |
| IRT3番街線と分岐                                           |        |                |                |                             |
| 125丁目駅                                                  | 全線   |                | 1940年6月11日  |                             |
| 121丁目駅                                                  | 緩行線 |                | 1940年6月11日  |                             |
| 117丁目駅                                                  | 緩行線 |                | 1940年6月11日  |                             |
| 111丁目駅                                                  | 緩行線 |                | 1940年6月11日  |                             |
| 105丁目駅                                                  | 緩行線 |                | 1940年6月11日  |                             |
| 99丁目駅                                                   | 緩行線 |                | 1940年6月11日  |                             |
| 92丁目駅                                                   | 緩行線 |                | 1940年6月11日  |                             |
| 86丁目駅                                                   | 全線   |                | 1940年6月11日  |                             |
| 80丁目駅                                                   | 緩行線 |                | 1940年6月11日  |                             |
| 72丁目駅                                                   | 緩行線 |                | 1940年6月11日  |                             |
| 65丁目駅                                                   | 緩行線 | 1880年3月1日   | 1940年6月11日  |                             |
| クイーンズボロ・プラザ駅へ向かうクイーンズボロ橋支線が分岐 |        |                |                |                             |
| 57丁目駅                                                   | 全線   |                | 1942年6月13日  |                             |
| 50丁目駅                                                   | 緩行線 |                | 1942年6月13日  |                             |
| 42丁目駅                                                   | 全線   | 1880年3月1日   | 1942年6月13日  |                             |
| 34丁目駅                                                   | 緩行線 |                | 1942年6月13日  | 34丁目フェリー駅方面        |
| 23丁目駅                                                   | 緩行線 | 1880年3月1日   | 1942年6月13日  |                             |
| 19丁目駅                                                   | 緩行線 |                | 1942年6月13日  |                             |
| 14丁目駅                                                   | 全線   | 1880年3月1日   | 1942年6月13日  |                             |
| 8丁目駅                                                    | 緩行線 | 1880年3月1日   | 1942年6月13日  |                             |
| 1丁目駅                                                    | 緩行線 | 1880年3月1日   | 1942年6月13日  |                             |
| リビングトン・ストリート駅                                 | 緩行線 | 1880年3月1日   | 1942年6月13日  |                             |
| グランド・ストリート駅                                     | 緩行線 | 1880年3月1日   | 1942年6月13日  |                             |
| キャナル・ストリート駅                                     | 緩行線 | 1880年3月1日   | 1942年6月13日  |                             |
| チャタム・スクエア駅                                       | 全線   | 1880年3月1日   | 1955年5月12日  | 3番街線・シティ・ホール支線 |
| IRT3番街線に合流                                           |        |                |                |                             |
| フランクリン・スクエア駅                                   | 全線   | 1878年8月26日  | 1950年12月22日 |                             |
| フルトン・ストリート駅                                     | 全線   | 1878年8月26日  | 1950年12月22日 |                             |
| ハノーバー・スクエア駅                                     | 全線   | 1878年8月26日  | 1950年12月22日 |                             |
| IRT9番街線と並走                                           |        |                |                |                             |
| サウス・フェリー駅                                         | 全線   | 1878年8月26日  | 1950年12月22日 |                             |